# Cremastus hesperius
Cremastus hesperius là một loài tò vò trong họ Ichneumonidae.